# Kodek
Kodek är en komponent som kodar och avkodar digitala dataflöden eller signaler på olika sätt.

## Funktion
En kodek kodar en dataström eller signal för överföring, lagring och tolkar den för uppspelning eller redigering. En videokameras A/D-omvandlare konverterar den analoga videosignalen till en digital videosignal, vilken sedan passerar en videokomprimeringskomponent för digital överföring eller lagring. Vid uppspelning så extraherar den mottagande enheten sedan signalen och en D/A-omvandlare konverterar tillbaka den från digital till analog form.
En ljudkomprimerare konverterar analoga ljudsignaler till digitala signaler för överföring eller lagring. En mottagande enhet konverterar sedan tillbaka den digitala ljudsignalen till analog ljudsignal för avspelning.
Oftast innehåller multimediadataströmmar både ljud- och videodata och ofta även någon form av metadata som tillåter synkroniseringen av ljud och video. Dessa tre kan hanteras av olika program, processer eller hårdvara; men för att multimediadataströmmen ska vara användbar i lagrad eller uppspelbar form måste de kapslas samman i ett behållarformat. AVI påstås av många vara en kodek, men AVI är endast ett behållarformat. Andra kända behållarformat är bland annat QuickTime, RealMedia, Matroska, Ogg och MP4.

## Kvalitet
De flesta kodekar orsakar försämring i kvaliteten, se förstörande komprimering. Ursprungligen var detta för att kunna arkivera små komprimerade filer som var lätta att spara och överföra. Det finns dock kodekar som inte orsakar någon försämring, se icke-förstörande komprimering. Men den lilla förändringen omkodningen ger i kvalitet och storlek spelar oftast ingen roll om inte filen inte ska redigeras i framtiden. I dessa fall kan upprepad kodning och avkodning försämra kvaliteten ytterligare.

## Kodek eller codec
Codec är ett engelskt ord och kommer från decoder-encoder eller compression/decompression. På svenska handlar det alltså om kodning och komprimering, så stavningen kodek blir naturlig. Den termen rekommenderas också av Svenska datatermgruppen. Även ordet omkodare används för detta begrepp.